# Peón (Toral de los Vados)
Peón es una localidad del municipio leonés de Toral de los Vados, en la Comunidad Autónoma de Castilla y León.

## Localidades limítrofes
Confina con las siguientes localidades:
- Al norte con Paradela del Río.
- Al noreste con Villadepalos.
- Al sur con Campañana, Lago de Carucedo y Carucedo.

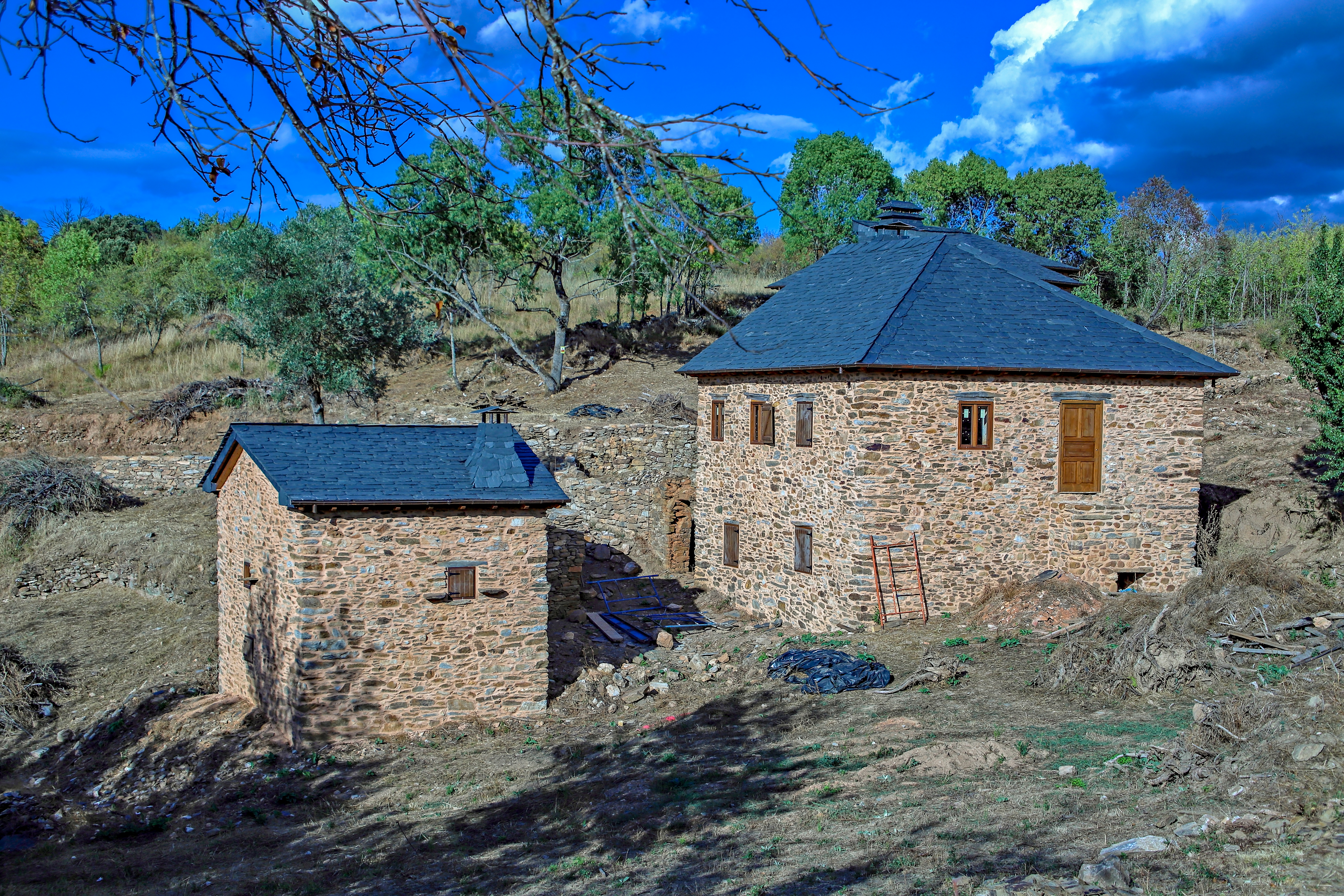
Peón de arriba

- Al suroeste con Requejo.
- Al oeste con Paradela de Arriba.

## Demografía
Evolución de la población
| Gráfica de evolución demográfica de Peón entre 2000 y 2017         |
|                                                                    |
| Población de derecho (2000-2017) según el padrón municipal del INE |